# Symplectrodia
Symplectrodia là một chi thực vật có hoa trong họ Hòa thảo (Poaceae).

## Loài
Chi Symplectrodia gồm các loài: